# Đền thờ Vua Hùng (Thảo Cầm Viên)

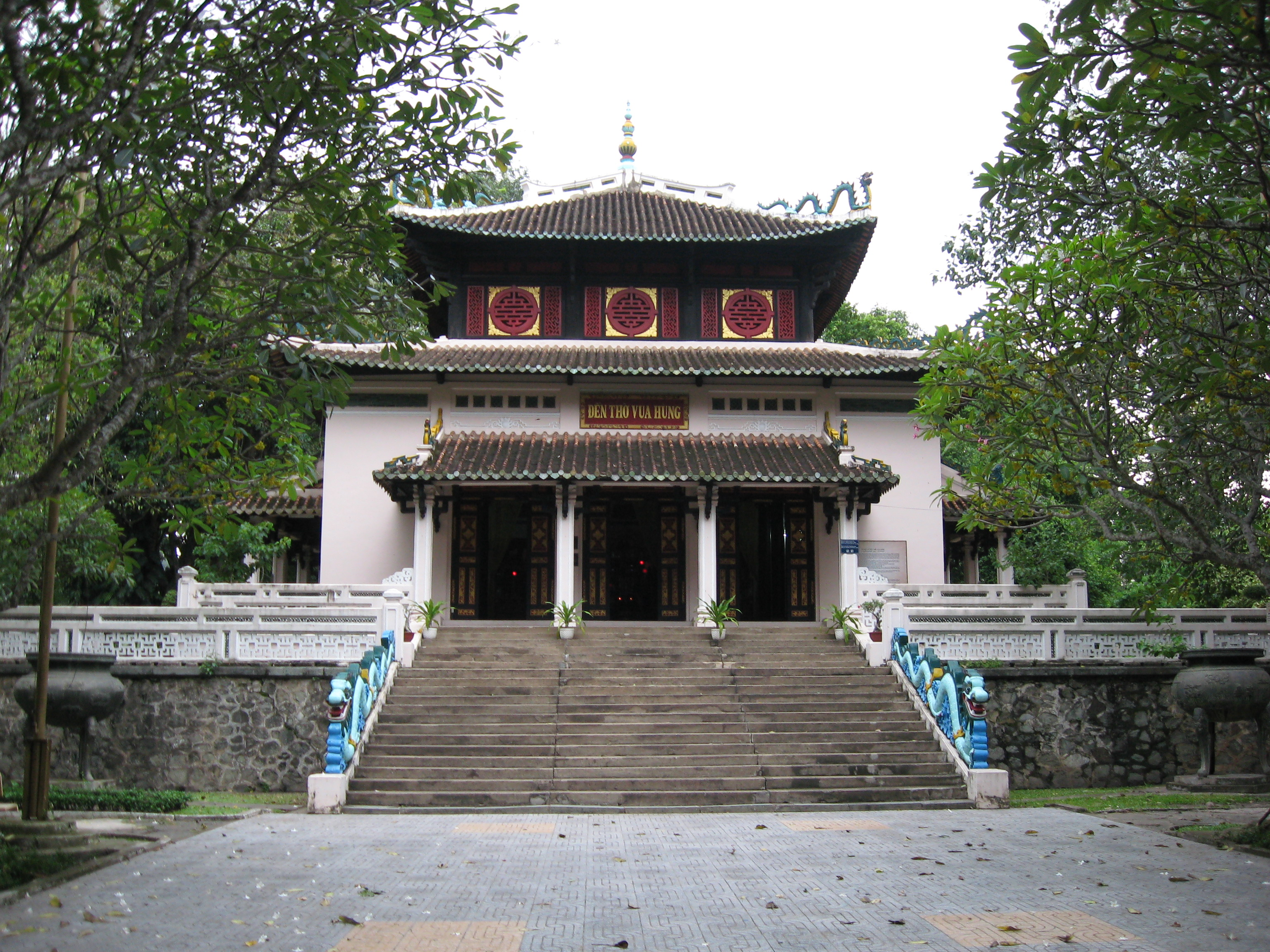
Đền thờ Vua Hùng trong Thảo cầm viên Sài Gòn

Đền thờ Vua Hùng (còn được gọi là Đền Hùng Vương hay Đền Quốc tổ Hùng Vương) là một trong những nơi thờ vua Hùng Vương lâu đời tại Thành phố Hồ Chí Minh; hiện tọa lạc tại số 2, đường Nguyễn Bỉnh Khiêm, phường Bến Nghé, Quận 1, Thành phố Hồ Chí Minh, Việt Nam.

## Lịch sử

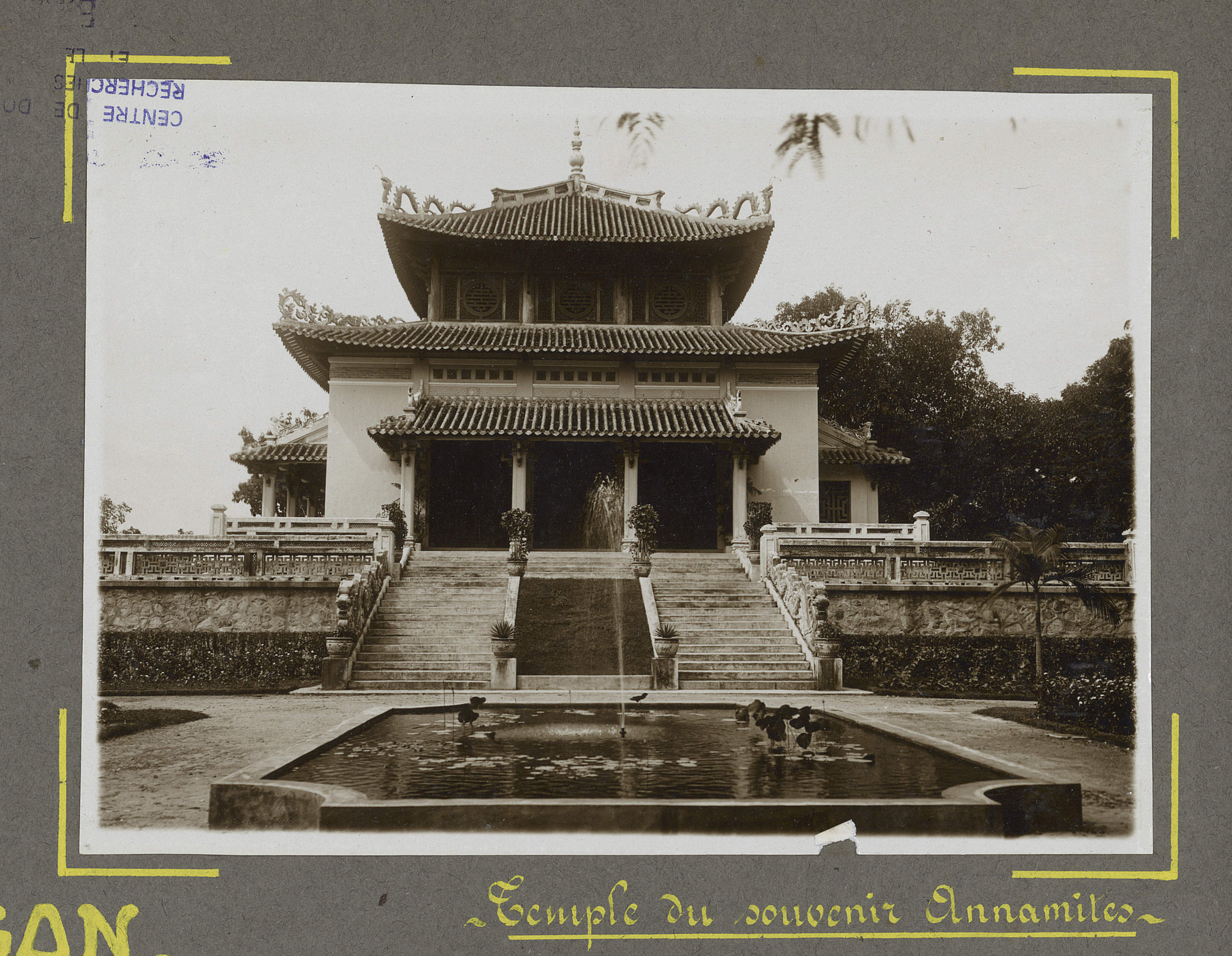
Đền Kỷ niệm vào khoảng năm 1930

Năm 1926, nhà cầm quyền Pháp cho xây dựng cạnh cổng chính trong khu vực Thảo Cầm Viên Sài Gòn, đối diện với Viện Bảo tàng Blanchard de la Bross (nay là Bảo tàng Lịch sử Thành phố Hồ Chí Minh), một ngôi đền mang tên Đền Kỷ niệm (Temple du souvenir), để tưởng niệm những người Việt tử trận vì đi lính cho Pháp trong Thế chiến thứ nhất. Sau năm 1954, đền được đổi tên là Đền Quốc Tổ Hùng Vương, và thờ thêm một số nhân vật lịch sử khác, như: Lê Văn Duyệt, Trần Hưng Đạo, Quang Trung. Năm 1975, đền đổi tên là Đền Hùng Vương, và giao cho Bảo tàng Lịch sử Thành phố Hồ Chí Minh quản lý cho đến nay.

## Kiến trúc

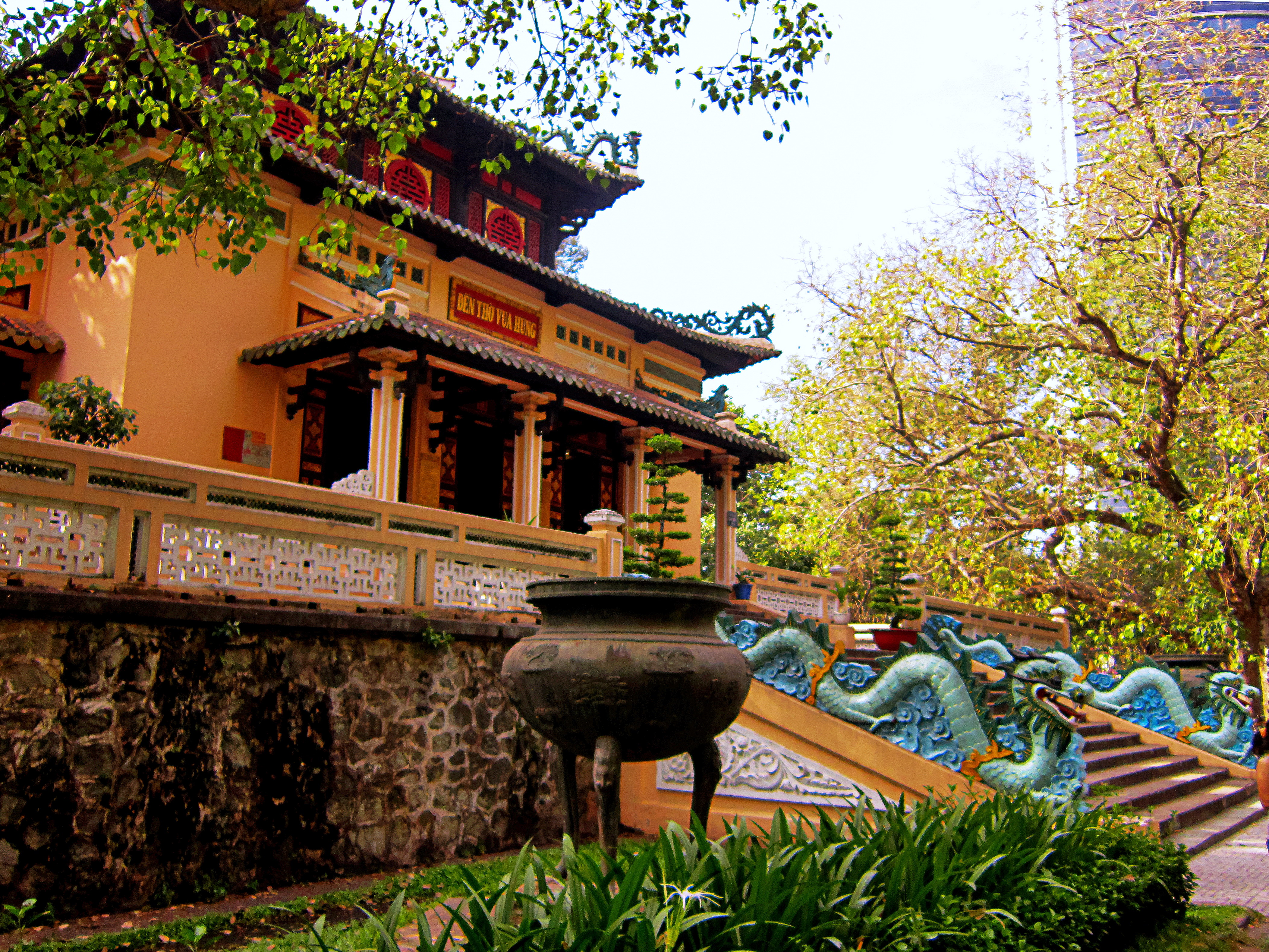
Đền thờ Vua Hùng

Đền thờ Hùng Vương (Thành phố Hồ Chí Minh) có lối kiến trúc gần giống như các đền ở Huế, với bộ mái chồng diêm, thêm một hàng hiên phía trước, tạo thành ba tầng mái cong, có đường trung đạo trang nghiêm và hoành tráng. Các họa tiết trang trí có hình rồng và phượng theo thể cung đình. Các bậc đá lên xuống các cửa, hai bên đều có đôi rồng chầu. Trong đền, trên các bao lơn xung quanh, có chạm khắc các hình: hạc, lân, qui, phượng, tô đắp tinh xảo và sơn màu đỏ như son. Các lỗ thông gió xung quanh cũng được chạm khắc, hệ thống các ô cửa theo kiểu thượng song hạ bảng (tức là phía trên chấn song, phía dưới làm gỗ kín), cách điệu theo kiểu chữ "Thọ". Đền được chống đỡ bằng 12 cây gỗ mật màu đen bóng, đường kính khoảng 50 phân, tượng trưng cho thập nhị chi: tý, sửu, dần, mẹo... Tất cả đều theo phong cách nghệ thuật thời nhà Nguyễn, tổng thể tòa nhà phảng phất Minh lâu ở Hiếu lăng. Cặp trống đồng Đông Sơn được trưng bày rất trang trọng phía hai bên điện thờ.
Trong khuôn viên đền thờ Vua Hùng trưng bày 2 đỉnh đồng mô phỏng mô phỏng theo Cửu Đỉnh ra đời vào năm 1836, dưới thời triều đình nhà Nguyễn là Cao Đỉnh và Anh Đỉnh. Có tất cả 162 mảng hình, họa tiết trên 9 đỉnh đồng đều là những bức chạm độc đáo, hoàn chỉnh, là sự kết hợp điêu luyện giữa nghệ thuật đúc và chạm nổi đồ đồng của Việt Nam hồi thế kỷ 19, có sự giao thoa giữa văn hóa dân gian và văn hóa hàn lâm, là bách khoa thư về thiên nhiên, cuộc sống con người Việt Nam. Tại đền thờ Vua Hùng trong công viên văn hóa Tao Đàn, cảnh vật tổng thể mô phỏng theo đền thờ Vua Hùng tại vùng đất Phong Châu, Phú Thọ, nơi được xem là kinh đô đầu tiên của dân tộc Việt Nam. Điểm nổi bật nhất nơi đây chính là việc trưng bày cột đá thề được mô phỏng theo cột đá đánh dấu lời thề của vua Hùng Vương và An Dương Vương, nguyện một lòng bảo vệ giang sơn. Đối diện với cột đá thề là lời dặn dò của Chủ tịch Hồ Chí Minh: "Các Vua Hùng đã có công dựng nước, Bác cháu ta phải cùng nhau giữ lấy nước". Phía sau điện thờ còn trưng bày nhiều tranh ảnh mô tả lại cuộc sống sinh hoạt của người dân thời Văn Lang.

## Thờ phụng

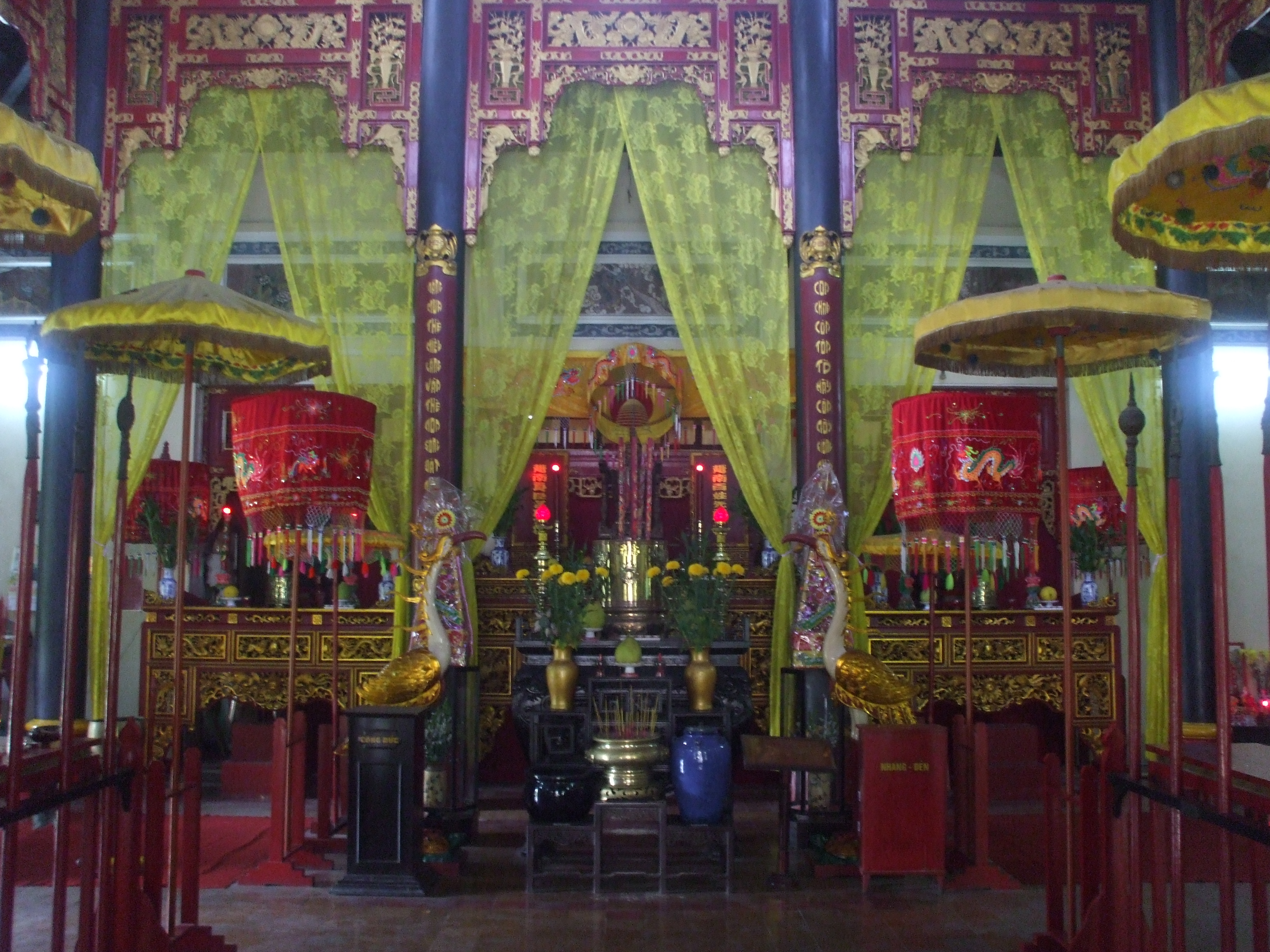
Bên trong đền thờ Vua Hùng

Ở trung tâm chánh điện đặt ngai thờ Vua Hùng. Ngoài ra, nơi đây còn có bài vị thờ tổ tiên, bách tính, lương thần và danh tướng. Trước bàn thờ có bộ vũ khí bát bửu, chiêng trống. Xung quanh đền có các hộp hình, tranh ảnh giới thiệu khái quát thời đại nguyên thủy và thời đại các vua Hùng về nhiều mặt, như: trồng trọt, săn bắn, đánh cá và các nghề như: đúc đồng, dệt vải, sản xuất gốm, chế tạo các loại vũ khí... Mùng 10 tháng 3 âm lịch hàng năm, nơi đây đều có tổ chức lễ giỗ trọng thể, để ghi nhớ công ơn dựng nước Việt của các vua Hùng. Lễ gồm 2 phần: lễ dâng hương và lễ hội. Đền chỉ đóng cửa ngày thứ hai, các ngày còn lại trong tuần đều mở cửa.

## Thông tin thêm

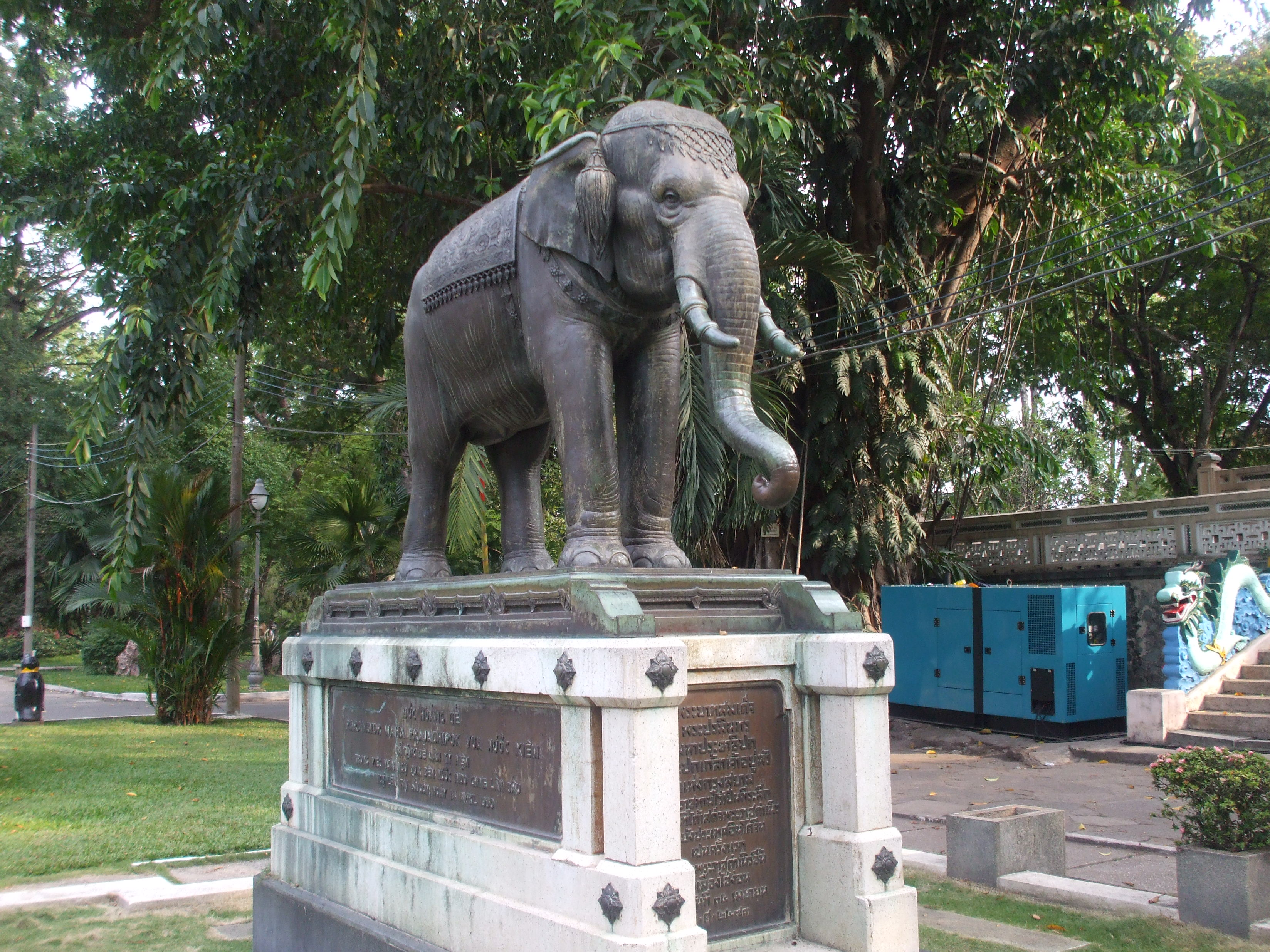
Tượng voi đồng.

Bên phải Đền Hùng Vương (Thành phố Hồ Chí Minh), có đặt một tượng voi đồng lớn nhất Việt Nam. Voi nặng hơn ba tấn, cách tạo hình và nét chạm khắc rất mỹ thuật, tiêu biểu cho nền thủ công tinh xảo của vương quốc Thái Lan. Voi được đặt trên bệ làm bằng xi măng hình khối chữ nhật. Bốn mặt bệ, có gắn bốn biển đồng lớn cũng hình chữ nhật. Cả bốn biển đều có khắc dòng chữ lưu niệm giống như nhau, bằng bốn thứ tiếng: Việt, Thái, Anh, Pháp. Bản tiếng Việt ghi:
Đức hoàng đế Paramindr Maha Prajadhipok, vua nước Xiêm La, đã tặng để làm kỷ niệm trong việc Ngài ngự qua bên nước Indochine lần đầu, ngự lên tại Sài Gòn ngày 14 tháng 4 1930. Tuy nhiên, mãi đến ngày 20 tháng 10 năm 1935, tượng voi mới được vận chuyển từ Bangkok vào đến bến Nhà Rồng.